# Häggenås församling
Häggenås församling var en församling i Härnösands stift. Församlingen låg i Östersunds kommun i Jämtlands län. Församlingen uppgick 2010 i Häggenås-Lit-Kyrkås församling.

## Administrativ historik
Församlingen har medeltida ursprung.
Församlingen var annexförsamling till 1 maj 1922 i pastoratet Lit, Häggenås och Kyrkås där även Föllinge församling ingick från omkring 1550 till 1746.  Från 1 maj 1922 till 2002 utgjorde församlingen ett eget pastorat för att därefter ingå i Häggenås-Lit-Kyrkås pastorat.  Församlingen uppgick 2010 i Häggenås-Lit-Kyrkås församling.

## Kyrkor
- Häggenås kyrka